# 1 Ciechanowski Pułk Artylerii
1 Ciechanowski Pułk Artylerii im. Marszałka Józefa Piłsudskiego (1 pa) – oddział artylerii Wojska Polskiego.

## Historia
Na podstawie rozkazu Nr Pf 81 dowódcy 1 Warszawskiej Dywizji Zmechanizowanej z dnia 30 czerwca 2000 stacjonujący w garnizonie Ciechanów 1 Ciechanowski Pułk Artylerii Mieszanej im. Marszałka Józefa Piłsudskiego przeformowany został w 1 Pułk Artylerii.
Pułk wyposażony był w haubice samobieżne 2S1 Goździk i wyrzutnie rakietowe BM-21 Grad.
W roku 2002 wprowadzono odznakę pamiątkową (decyzja MON nr 57/MON z 6 marca 2002). Odznaka o wymiarach 40 x 40 mm wykonana została według projektu Grzegorza Wajdy. Pierwszą odznakę wręczono 2 grudnia 2000. Natomiast oznaka rozpoznawcza na mundur oraz proporczyk na beret zostały wprowadzone decyzją MON nr 409/MON z 1 września 2008.
Decyzją MON (nr 501/MON z 1 grudnia 2006) w roku 2006 ustanowiono nazwę wyróżniającą (Ciechanowski ), patrona (marszałek Józef Piłsudski) oraz datę święta jednostki (4 grudnia). 
Z dniem 31 grudnia 2010 Pułk został rozformowany. Część kadry i sprzętu została przeniesiona do innych jednostek.

## Dowódcy
- płk dypl. Stanisław Słapczyński (30 VI 2000 - 22 VIII 2002)
- płk dypl. Zbigniew Bartosz (23 VIII 2002 - 30 VI 2004)
- płk dypl. Mieczysław Rejman (1 VII 2004 - 30 VI 2007)
- płk mgr inż. dypl. Wojciech Sowiński (od 1 VII 2007)

## Struktura
- dowództwo i sztab
- dywizjon dowodzenia
- dywizjon artylerii samobieżnej (wyposażony był w 2S1 "Goździk")
- dywizjon artylerii rakietowej (wyposażony był w BM-21 "Grad")
- kompania zaopatrzenia
- kompania remontowa
- kompania medyczna

## Tradycje
Pułk przyjął i kontynuował dziedzictwo tradycji jednostek artylerii Wojska Polskiego noszących numer "1" (decyzja MON nr 501/MON z 1 grudnia 2006):
- 1 Brygady Artylerii (1789-1794)
- 1 batalionu artylerii (1806-1814)
- 1 kompanii artylerii lekkopieszej (1815-1831)
- 1 pułku artylerii polowej Legionów (1914-1917)
- 1 pułku artylerii lekkiej Legionów im. Józefa Piłsudskiego (1918-1939)
- 1 Wileńskiego pułku artylerii lekkiej im. gen. J. Bema (1939-1940)
- 1 Karpackiego pułku artylerii lekkiej 1943-1945)
- 1 Berlińskiego pułku artylerii lekkiej (1945-1993)
- 1 Ciechanowskiego pułku artylerii mieszanej im. Marszałka J. Piłsudskiego (1994-2000)